# Ecroignard
Ecroignard är en ort i Mauritius.   Den ligger i distriktet Flacq, i den centrala delen av landet, 26 km öster om huvudstaden Port Louis. Ecroignard ligger 81 meter över havet och antalet invånare är 5 952. Den ligger på ön Mauritius.
Terrängen runt Ecroignard är platt åt nordost, men åt sydväst är den kuperad. Runt Ecroignard är det tätbefolkat, med 530 invånare per kvadratkilometer. Närmaste större samhälle är Centre de Flacq, 4,6 km nordväst om Ecroignard. Omgivningarna runt Ecroignard är en mosaik av jordbruksmark och naturlig växtlighet.